# Characoma cana
Characoma cana är en fjärilsart som beskrevs av George Francis Hampson 1894. Characoma cana ingår i släktet Characoma och familjen trågspinnare. Inga underarter finns listade i Catalogue of Life.